# Hellerau/Wilschdorf
Hellerau/Wilschdorf mit Rähnitz ist ein statistischer Stadtteil im Dresdner Stadtbezirk Klotzsche. Er liegt nördlich des Stadtzentrums auf der Neustädter Elbseite.

## Lage
Der statistische Stadtteil Hellerau/Wilschdorf ist im Norden vom Radeburger Ortsteil Volkersdorf und Weixdorf, im Osten von Klotzsche, im Süden von Hellerberge und im Westen vom Moritzburger Ortsteil Boxdorf umgeben.
Die Grenzen des Stadtteils werden durch die A4 in Höhe Anschlussstelle Dresden-Hellerau, die Nordgrenze der Landschaft Heller, die Stadtaußengrenze, die Grenze des Flughafengeländes und durch Abschnitte der Boltenhagener und Hendrichstraße sowie des Klotzscher und Moritzburger Wegs gebildet. Hellerau/Wilschdorf liegt außerhalb des Elbtalkessels auf den Hochflächen entlang der Lausitzer Verwerfung.

## Gliederung
Zum statistischen Stadtteil gehören die Gemarkungen Hellerau und Wilschdorf sowie kleine Randbereiche von Klotzsche und Hellerberge. Der ebenfalls in der Gemarkung Hellerau befindliche Stadtteil Rähnitz wird auch zum statistischen Stadtteil Hellerau/Wilschdorf gezählt. Der Stadtteil gliedert sich in folgende vier statistische Bezirke:
- 321 Wilschdorf
- 322 Rähnitz
- 323 Hellerau (Festspielhaus)
- 324 Hellerau (Markt)

## Verkehr
Wichtigste Straßen des Stadtteils sind die Radeburger Straße, eine Ein- und Ausfallstraße in Richtung Radeburg, die Wilschdorfer Landstraße, die als Staatsstraße 81 der Autobahnzubringer für Meißen, Coswig und Weinböhla ist, sowie der Straßenzug Mühlweg/Ludwig-Kossuth-Straße. Durch das Stadtteilgebiet verläuft darüber hinaus die A4. Am Autobahndreieck Dresden-Nord besteht Anschluss an die A13 in Richtung Berlin, an den Anschlussstellen Dresden-Hellerau und Dresden-Flughafen beginnen außerdem die Bundesstraßen B170 und B97.
In Hellerau liegt die Endhaltestelle der Straßenbahnlinie 8. Des Weiteren fahren mehrere Stadtbus- und Überlandbuslinien durch den Stadtteil, der insgesamt 9 Straßenbahn- und 29 Bushaltestellen aufweist.